# Tell City
Tell City är en stad (city) i Perry County, i delstaten Indiana, USA. Enligt United States Census Bureau har staden en folkmängd på 7 279 invånare (2011) och en landarea på 11,7 km². Tell City är huvudort i Perry County.